# Козентини (Салерно)
Козентини је насеље у Италији у округу Салерно, региону Кампанија.
Према процени из 2011. у насељу је живело 319 становника. Насеље се налази на надморској висини од 304 м.